# Río Han (Hanshui)
El río Han (en chino, 漢江en chino simplificado, 汉江; pinyin, Hàn Jiāng), a menudo llamado Hànshuǐ (汉水 "Han agua") en la antigüedad, es un largo río de China, uno de los principales afluentes del río Yangtsé (Cháng Jiāng), que le aborda en su curso medio por la margen izquierda en la ciudad de Wuhan. Tiene una longitud de 1.532 km y drena una cuenca de 174 300 km², mayor que países como Túnez, Surinam o Nepal.
El río Han nace en suroeste de la provincia de Shaanxi y después cruza hasta la de Hubei. Confluye con el Yangtsé en Wuhan, la capital provincial, una ciudad de varios millones de habitantes. Los ríos combinados dividen la ciudad de Wuhan en tres áreas, la de Wuchang (en la parte sur del Yangtsé, a través del río desde la desembocadura del río Han Jiang), Hankou (en la parte norte del Yangtsé, río abajo después de la desembocadura del Han), y Hanyang (en la parte norte del Yangtsé, río arriba desde la desembocadura del Han).

## Historia
El nombre del reino Han y más tarde la dinastía Han  y, posteriormente, el del mayor grupo étnico de  China aparentemente derivan de este río.
- Datos: Q875573
- Multimedia: Han River (Hanshui) / Q875573